# Megaselia nigricornis
Megaselia nigricornis är en tvåvingeart som beskrevs av Mikhailovskaya 1991. Megaselia nigricornis ingår i släktet Megaselia och familjen puckelflugor. Inga underarter finns listade i Catalogue of Life.